# Gianluigi Sueva
Gianluigi Sueva (Cetraro, 1º gennaio 2001) è un calciatore italiano naturalizzato dominicano, attaccante del Sambiase.

## Biografia
Sueva nasce a Cetraro, comune sulla costa tirrenica della provincia di Cosenza, il 1º gennaio 2001 da padre italiano e madre dominicana, risiedendo sin dalla nascita a Cittadella del Capo, frazione del comune di Bonifati. Grazie alle origini della madre, possiede la doppia cittadinanza che gli ha permesso di rispondere alla convocazione della Repubblica Dominicana.

## Caratteristiche tecniche
Giocatore praticamente ambidestro, vista la capacità di trattare il pallone con entrambi i piedi, Sueva è un attaccante duttile: il suo ruolo ideale è quello di spalla di un centravanti di peso, ma può essere impiegato senza problemi sia da unica punta che come esterno di un tridente.

## Carriera

### Club

#### Gli inizi, Cosenza
Cresciuto nelle giovanili del Cosenza, esordisce con la prima squadra il 30 settembre 2020 (in precedenza tra il 2017 e il 2019 aveva collezionato 12 panchine) nel match di Coppa Italia tra Cosenza e Alessandria. Tre giorni dopo, esordisce in Serie B contro la SPAL. Il 17 febbraio 2021, firma il suo primo contratto da professionista valido fino al 30 giugno 2024. Nella prima stagione in Serie B disputa 17 presenze e realizza un assist contro l'Ascoli. Nella stagione successiva gioca da titolare nell'esordio in Coppa Italia contro la Fiorentina, partita persa per 4-0, e poi però tre sole presenze totali in campionato.

#### Prestito a Potenza ed Olbia
Il 27 gennaio 2022 viene ceduto in prestito al Potenza in Serie C. Anche in Basilicata però viene poco utilizzato, scendendo in campo solo due volte da subentrato e a fine stagione ritorna alla base.
Dopo aver svolto il ritiro estivo con i silani, il 1º agosto 2022 viene annunciato il suo passaggio in prestito all'Olbia, sempre in terza serie.

#### Lucchese
Il 23 agosto 2023 viene acquistato a titolo definitivo dalla Lucchese. Dopo 11 presenze tra campionato e coppa, il 23 gennaio 2023 risolve il contratto con la società toscana.

#### Chieti
Il 24 gennaio 2024 viene ingaggiato dal Chieti, squadra militante in Serie D - Girone F, con cui firma un contratto fino al 30 giugno 2025.

### Nazionale
Il 23 febbraio 2021, entra a far parte della lista preliminare dei convocati per la selezione Under 23 della Repubblica Dominicana per il torneo di qualificazione olimpica maschile CONCACAF 2020. Però, il CT Jacques Passy, selezionatore dell'Under 23 e della Nazionale maggiore, decide di inserirlo tra i convocati per le qualificazioni al campionato mondiale di calcio 2022, annunciandone la convocazione il 21 marzo 2021. Il 24 marzo 2021 fa il suo esordio in occasione della partita vinta 1-0 contro la selezione dominicense.

## Statistiche

### Presenze e reti nei club
Statistiche aggiornate al 18 aprile 2024.
| Stagione        | Squadra         | Campionato      | Campionato | Campionato | Coppe nazionali | Coppe nazionali | Coppe nazionali | Coppe continentali | Coppe continentali | Coppe continentali | Altre coppe | Altre coppe | Altre coppe | Totale | Totale |
| Stagione        | Squadra         | Comp            | Pres       | Reti       | Comp            | Pres            | Reti            | Comp               | Pres               | Reti               | Comp        | Pres        | Reti        | Pres   | Reti   |
| --------------- | --------------- | --------------- | ---------- | ---------- | --------------- | --------------- | --------------- | ------------------ | ------------------ | ------------------ | ----------- | ----------- | ----------- | ------ | ------ |
| 2017-2018       | Cosenza         | C               | 0          | 0          | CI+CI-C         | 0               | 0               | -                  | -                  | -                  | -           | -           | -           | 0      | 0      |
| 2018-2019       | Cosenza         | B               | 0          | 0          | CI              | 0               | 0               | -                  | -                  | -                  | -           | -           | -           | 0      | 0      |
| 2019-2020       | Cosenza         | B               | 0          | 0          | CI              | 0               | 0               | -                  | -                  | -                  | -           | -           | -           | 0      | 0      |
| 2020-2021       | Cosenza         | B               | 17         | 0          | CI              | 2               | 0               | -                  | -                  | -                  | -           | -           | -           | 19     | 0      |
| 2021-gen. 2022  | Cosenza         | B               | 3          | 0          | CI              | 1               | 0               | -                  | -                  | -                  | -           | -           | -           | 4      | 0      |
| Totale Cosenza  | Totale Cosenza  | Totale Cosenza  | 20         | 0          |                 | 3               | 0               |                    | -                  | -                  |             | -           | -           | 23     | 0      |
| gen.-giu. 2022  | Potenza         | C               | 2          | 0          | CI-C            | 0               | 0               | -                  | -                  | -                  | -           | -           | -           | 2      | 0      |
| 2022-2023       | Olbia           | C               | 19         | 0          | CI-C            | 2               | 1               | -                  | -                  | -                  | -           | -           | -           | 21     | 1      |
| 2023-gen. 2024  | Lucchese        | C               | 7          | 0          | CI-C            | 4               | 0               | -                  | -                  | -                  | -           | -           | -           | 11     | 0      |
| gen.-giu. 2024  | Chieti          | D               | 12         | 0          | CI-D            | 0               | 0               | -                  | -                  | -                  | -           | -           | -           | 12     | 0      |
| 2024-2025       | Acireale        | D               | 22         | 3          | CI-D            | 2               | 1               | -                  | -                  | -                  | -           | -           | -           | 24     | 4      |
| Totale carriera | Totale carriera | Totale carriera | 82         | 3          |                 | 11              | 2               |                    | -                  | -                  |             | -           | -           | 93     | 5      |

### Cronologia presenze e reti in nazionale
| Cronologia completa delle presenze e delle reti in nazionale ― Rep. Dominicana | Cronologia completa delle presenze e delle reti in nazionale ― Rep. Dominicana | Cronologia completa delle presenze e delle reti in nazionale ― Rep. Dominicana | Cronologia completa delle presenze e delle reti in nazionale ― Rep. Dominicana | Cronologia completa delle presenze e delle reti in nazionale ― Rep. Dominicana | Cronologia completa delle presenze e delle reti in nazionale ― Rep. Dominicana | Cronologia completa delle presenze e delle reti in nazionale ― Rep. Dominicana | Cronologia completa delle presenze e delle reti in nazionale ― Rep. Dominicana |
| Data                                                                           | Città                                                                          | In casa                                                                        | Risultato                                                                      | Ospiti                                                                         | Competizione                                                                   | Reti                                                                           | Note                                                                           |
| ------------------------------------------------------------------------------ | ------------------------------------------------------------------------------ | ------------------------------------------------------------------------------ | ------------------------------------------------------------------------------ | ------------------------------------------------------------------------------ | ------------------------------------------------------------------------------ | ------------------------------------------------------------------------------ | ------------------------------------------------------------------------------ |
| 24-3-2021                                                                      | San Cristóbal                                                                  | Rep. Dominicana                                                                | 1 – 0                                                                          | Dominica                                                                       | Qual. Mondiali 2022                                                            | -                                                                              | 84’                                                                            |
| 2-6-2022                                                                       | Belmopan                                                                       | Belize                                                                         | 0 – 2                                                                          | Rep. Dominicana                                                                | CONCACAF Nations League 2022-2023                                              | -                                                                              | 66’                                                                            |
| 5-6-2022                                                                       | Santo Domingo                                                                  | Rep. Dominicana                                                                | 2 – 3                                                                          | Guyana francese                                                                | CONCACAF Nations League 2022-2023                                              | -                                                                              | 62’                                                                            |
| 14-6-2022                                                                      | Città del Guatemala                                                            | Guatemala                                                                      | 2 – 0                                                                          | Rep. Dominicana                                                                | CONCACAF Nations League 2022-2023                                              | -                                                                              | 27’                                                                            |
| Totale                                                                         |                                                                                | Presenze                                                                       | 4                                                                              |                                                                                | Reti                                                                           | 0                                                                              |                                                                                |

## Palmarès

### Individuale
- Capocannoniere del Campionato Primavera 2: 1

2019-2020 (11 gol) - Girone B